# 第32回カンヌ国際映画祭
第32回カンヌ国際映画祭（だい32かいカンヌこくさいえいがさい）は1979年5月10日から24日にかけて開催された。

## 受賞結果
- パルム・ドール：『地獄の黙示録』（フランシス・フォード・コッポラ）、『ブリキの太鼓』（フォルカー・シュレンドルフ）
- 審査員特別グランプリ：『シベリアーダ』（アンドレイ・コンチャロフスキー）
- 監督賞：テレンス・マリック （『天国の日々』）
- 男優賞：ジャック・レモン（『チャイナ・シンドローム』）
- 女優賞：サリー・フィールド（『ノーマ・レイ』）
- カメラ・ドール：ジョン・ハンソン、ロブ・ニルソン（『ノーザン・ライツ』）
- 新人作品賞：『あばずれ女』（ジャック・ドワイヨン）
- 特別表彰：ミクロシュ・ヤンチョー（業績に対して）

## 審査員

### コンペティション部門
- 審査委員長 
  - フランソワーズ・サガン （フランス/作家）
- 審査員
  - ジュールズ・ダッシン (ギリシャ/監督)
  - ルイス・ガルシア・ベルランガ (スペイン/監督)
  - ツォルト・ケッティーコバッチ (ハンガリー/監督)
  - スザンナ・ヨーク (イギリス/女優)
  - セルジオ・アミディ (イタリア/脚本家)
  - ポール・クロードン (フランス/プロデューサー)
  - モーリス・ベッシー (フランス/ジャーナリスト)
  - ロドルフ＝モーリス・アルロー (スイス/脚本家)
  - ロベルト・ロジェストヴェンスキー (ロシア/作家)

## 上映作品

### コンペティション部門
アルファベット順。邦題がない場合は原題の下に英題。
| 題名 原題                                                  | 監督                           | 製作国                                      |
| ---------------------------------------------------------- | ------------------------------ | ------------------------------------------- |
| 地獄の黙示録 Apocalypse Now                                | フランシス・フォード・コッポラ | アメリカ合衆国                              |
| Arven (Heritage)                                           | アーニャ・ブライエン           | ノルウェー                                  |
| 麻酔なし Bez znieczulenia                                  | アンジェイ・ワイダ             | ポーランド フランス                         |
| Caro papà (Dear Father)                                    | ディーノ・リージ               | イタリア フランス カナダ                    |
| 天国の日々 Days of Heaven                                  | テレンス・マリック             | アメリカ合衆国                              |
| ブリキの太鼓 Die Blechtrommel                              | フォルカー・シュレンドルフ     | 西ドイツ フランス ポーランド ユーゴスラビア |
| Een Vrouw tussen hond en wolf (Woman Between Wolf and Dog) | アンドレ・デルヴォー           | ベルギー フランス                           |
| L'ingorgo - Una storia impossibile (Traffic Jam)           | ルイジ・コメンチーニ           | イタリア フランス 西ドイツ スペイン         |
| あばずれ女 La drôlesse                                     | ジャック・ドワイヨン           | フランス                                    |
| ブロンテ姉妹 Les soeurs Brontë                             | アンドレ・テシネ               | フランス                                    |
| 天国の晩餐 The Survivors                                   | トマス・グティエレス・アレア   | キューバ                                    |
| ハンガリアン狂詩曲 Magyar rapszódia                        | ミクローシュ・ヤンチョー       | ハンガリー                                  |
| わが青春の輝き My Brilliant Career                         | ジリアン・アームストロング     | オーストラリア                              |
| ノーマ・レイ Norma Rae                                     | マーティン・リット             | アメリカ合衆国                              |
| Окупација у 26 слика (Occupation in 26 Tableaux)           | ロルダン・ザフラノヴィッチ     | ユーゴスラビア                              |
| シベリアーダ Сибириада                                     | アンドレイ・コンチャロフスキー | ソビエト連邦                                |
| セリ・ノワール Série noire                                 | アラン・コルノー               | フランス                                    |
| チャイナ・シンドローム The China Syndrome                  | ジェームズ・ブリッジス         | アメリカ合衆国                              |
| ヨーロピアンズ The Europeans                               | ジェームズ・アイヴォリー       | イギリス                                    |
| Victoria                                                   | ボー・ヴィーデルベリ           | スウェーデン 西ドイツ                       |
| ヴォイツェク Woyzeck                                       | ヴェルナー・ヘルツォーク       | 西ドイツ                                    |

### 特別招待作品
- エボリ – フランチェスコ・ロージ (イタリア・フランス)
- オーケストラ・リハーサル – フェデリコ・フェリーニ (イタリア・西ドイツ)
- ヘアー – ミロシュ・フォアマン (アメリカ)
- マンハッタン – ウディ・アレン (アメリカ)
- 夢追い – クロード・ルルーシュ (フランス・カナダ)
- I dei Diritti del Bambino – ジョン・ハラス、フェルナンド・ルイス、マンフレード・マンフレディ、イェジー・コトウスキー、アリナ・コトウスキー、ヨハン・ハジェルバック、クラウス・ゲオルグ、カーチャ・ゲオルグ (イタリア)
- Wise Blood – ジョン・ヒューストン (アメリカ)
- ルーブル美術館 - 宇留田俊夫 (日本)

### ある視点部門
| 題名 原題                               | 監督                                 | 製作国                              |
| --------------------------------------- | ------------------------------------ | ----------------------------------- |
| A Kedves szomszed (A Nice Neighbor)     | Zsolt Kezdi-Kovacs                   | ハンガリー                          |
| Companys, Proces A Catalunya            | ジョセフ・マリア・フォーン・コスタ   | スペイン                            |
| 雲から抵抗へ Dalla Nube Alla Resistenza | ストローブ＝ユイレ                   | イタリア 西ドイツ フランス イギリス |
| 第三世代 Die dritte Generation          | ライナー・ヴェルナー・ファスビンダー | 西ドイツ                            |
| Encore un hiver                         | フランソワーズ・サガン               | フランス                            |
| Fad'jal                                 | サフィ・ファイ                       | セネガル                            |
| ささやかな遁走 Les petites fugues       | イヴ・イェルサン                     | スイス                              |
| Moments de la vie d'une femme           | ミシャル・バット＝アダム             | イスラエル                          |
| 声なき叫び Mourir à tue-tête            | アンヌ・クレール・ポワリエ           | カナダ                              |
| Paviljon VI                             | ルシアン・ピンティリエ               | ユーゴスラビア                      |
| Printemps Février                       | Shei Toeli                           | 中国                                |
| Spirit of the Wind                      | ラルフ・R・リデル                    | アメリカ合衆国                      |